# Portret Francisca del Mazo
Portret Francisca del Mazo (hiszp. Retrato de Francisco del Mazo) – obraz olejny hiszpańskiego malarza Francisca Goi (1746–1828), znajduje się w zbiorach Muzeum Goi w Castres.

## Okoliczności powstania
Francisco del Mazo (1772–?) był kuzynem Manuela Garcíi de la Prada, bankiera i kolekcjonera sztuki należącego do kręgu znajomych Goi, sportretowanego przez niego ok. 1805–1808. Del Mazo przez kilka lat mieszkał u swoich wujostwa w Madrycie, podążając ścieżką kariery swojego kuzyna. Pracował także w domu księżnej Alby, muzy malarza. Interesował się sztuką, ale zawodowo zajmował się finansami – był członkiem zarządu Banku San Carlos. W latach 80. XVIII w. Goya sportretował wielu członków banku, z niektórymi się przyjaźnił. Po powrocie na tron Ferdynanda VII w 1813 zaczęły się represje i prześladowania liberałów. Manuel García de la Prada, powiązany z rządem Józefa Bonapartego, musiał udać się na wygnanie, podczas gdy sam Del Mazo utrzymał swoją pozycję. W 1815 otrzymał honorowy tytuł alguacil principal (egzekutora sądowego) Inkwizycji w Logroño, przez co ideologicznie mijał się z Goyą, sprzeciwiającym się działalności Świętego Oficjum.
Od początku XIX w. pozycja Goi jako nadwornego malarza i popularność wśród hiszpańskiej arystokracji były ugruntowane. Po zakończeniu wojny niepodległościowej w 1814 wrócił do portretowania madryckiego społeczeństwa. Z upływem czasu wykonywał znacznie mniej oficjalnych zamówień, a jego modelami były coraz częściej osoby z bliskiego otoczenia. Okoliczności powstania tego portretu nie są dokładnie znane. Według Nigela Glendinninga, pomimo licznych wspólnych znajomych i koneksji, del Mazo nie należał do kręgu bliskich przyjaciół malarza. Goya namalował obraz w celu czysto zarobkowym, a nie z powodu przyjaźni między malarzem a klientem. Konserwator Muzeum Goi w Castres Jean-Louis Augé przypuszcza, że związany z Inkwizycją del Mazo mógł interweniować, kiedy malarz został oskarżony o autorstwo „obscenicznych dzieł” – portretów Maja ubrana i Maja naga. Nie ma na to dowodu, wiadomo jednak, że Goya otrzymał wysokie wynagrodzenie za portret mimo tego, że na obrazie nie widać rąk modela.

## Opis obrazu

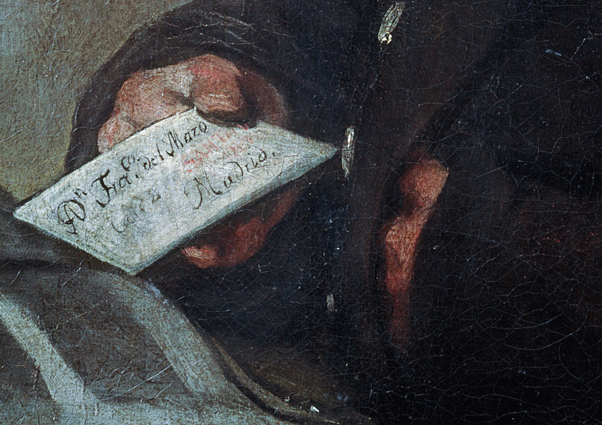
Detal obrazu przedstawiający list z niejasną inskrypcją

Obraz ten należy do serii portretów przedstawicieli burżuazji zainteresowanych sztuką. Francisco del Mazo siedzi na krześle przed biurkiem, na którym leży notatnik z rysunkami lub rycinami, dający do zrozumienia, że portretowany poświęca swój wolny czas na studiowanie sztuki. Inskrypcja na liście, który trzyma w ręce, nie jest czytelna. Głosi A Dn Fra.co del Mazo / Calle SANTAN / DER Madrid (Franciskowi del Mazo / Ulica Santan / der [w kolorze czerwonym] / Madryt). Chociaż większość historyków interpretuje słowo w kolorze czerwonym jako „Santander”, Nigel Glendinning zwraca uwagę, że w Madrycie nie było takiej ulicy i najprawdopodobniej Del Mazo zmieniał miejsce zamieszkania w czasie powstawania portretu (pochodził z kantabryjskiej miejscowości w pobliżu Santander). Del Mazo kupił dom w Madrycie w 1815, jeżeli to był prawdziwy powód niejasnej inskrypcji, można by datować portret dokładnie na ten rok. José Gudiol datuje obraz na lata 1808–1812, okres zbliżony do tego, w którym powstał portret kuzyna Del Mazo.
Del Mazo ma na sobie czarny kaftan z błyszczącymi guzikami wykonanymi białymi pociągnięciami pędzla. Biała koszula i chustka zakrywają szyję. Sposób przedstawienia postaci i niektóre elementy portretu, takie jak trudne do malowania ręce, znacznie wpływały na cenę obrazu. Z tego powodu na licznych portretach pędzla Goi ręce modeli są ukryte w połach kamizelki, za plecami modela, lub w inny sposób. Ręce Del Mazo są ledwie widoczne, jedna jest ukryta pod listem, a druga w połach kamizelki kaftana. Wygląd Del Mazo jest nieco nieokrzesany, twarz ma szorstkie rysy: szeroki i spłaszczony nos, grube wargi, krzaczaste brwi i gęste czarne włosy przedłużone szerokimi bokobrodami na policzkach. Niewątpliwie twarz portretowanego była szczególna, a Goya nie chciał jej idealizować. Intensywne spojrzenie oznacza siłę charakteru, inteligencję i upór, lekki uśmiech sugeruje dobre usposobienie modela wobec portrecisty.
Za pomocą fotografii ultrafioletowej odkryto, że w okolicy nosa portretowanego płótno zostało uszkodzone, a zniszczenia zatuszowane przez malarza.

## Proweniencja
Francuski malarz Marcel Briguiboul, który studiował w Hiszpanii, nabył go w Madrycie 7 maja 1881 od José Antonia Teradillos. Artysta kupił w stolicy także dwie inne prace Goi: Rada Kompanii Filipin i Autoportret w okularach. Spadkobierca i syn Marcela, Pierre Briguiboul, przekazał te i inne dzieła sztuki ze swojej kolekcji do Muzeum Goi w Castres w latach 1893–1894.